# Форт-Д
Форт-Д (Дерринджер) — український малогабаритний пістолет нелетальної дії калібру 13 мм. Являє собою зброю, що використовується з метою самозахисту у разі, коли використання інших засобів неадекватне.

## Опис
Форт-Д розроблювався фахівцями КП „Науково-виробничого об'єднання «Форт»“. Пістолет побудований за зразком пістолета „Derringer“, названого на честь свого винахідника Генрі Деринджера. Зброя конструктивно призначена для стрільби спеціальними патронами з еластичною гумовою кулею і класифікується як безствольний двозарядний пістолет із відокремлюваним блоком зарядних комірок. Патронна касета, скоріше за все, повертається на осі, що знаходиться у верхній частині корпусу. Дальність ефективної дії — до 10 м. Форт-Д в серійне виробництво так і не потрапив.